# Scop Computers
Scop Computers este o companie de distribuție de IT din România, înființată în anul 1990.
Compania face parte din grupul Scop, din care mai fac parte și Chara Software (soluții software de business) și Docentris (soluții de procesare și management al documentelor).
Cota de piață a Scop Computers este de peste 15% (anul 2008), iar principalii concurenți sunt Tornado Sistems, RHS Company și Asesoft.
În anul 2009, pachetul majoritar de acțiuni al Scop Computers a fost preluat de grupul ABC Data, cel mai mare distribuitor de IT&C din Polonia.
Tranzacția a avut o valoare de 5 milioane de euro, iar cele două părți au agreat că partea poloneză va deveni în câțiva ani singurul proprietar.
Număr de angajați în 2010: 130
Cifra de afaceri Scop Computers:
- 2009: 81,6 milioane euro[4]
- 2008: 107 milioane euro — creștere de 10% față de anul 2007[2]
- 2006: 70 milioane euro[5]
- 2005: 55 milioane de euro, creștere cu 40% față de 2004[6]

Cifra de afaceri Docentris în 2008: 9 milioane Euro — creștere de 30% față de anul 2007
Cifra de afaceri Chara Software în 2008: 300.000 mii Euro
Conflicte
În martie 2012 distribuitorii Scop Computers, RHS și Romsoft sunt suspectați de implicare în activități ilegale, ANAF punând sechestru pe toate bunurile Scop pentru recuperarea unui prejudiciu de 64 mil. lei, în timp ce RHS ar fi fraudat cu suma de 97 mil. lei, autoritățile instaurând poprire pe conturi.